# Вулиця Андрія Мельника (Київ)
Вулиця Андрія Мельника — вулиця в Солом'янському районі міста Києва, місцевість Караваєві дачі. Пролягає від Гарматної вулиці до вулиці Миколи Голего.
Прилучаються вулиці Західна, Дністровська, Деснянська на північ від Борщагівської вулиці та Тетянинська вулиця — на південь, а також провулки Західний та Оксани Вороніної.

## Історія
Вулиця виникла в 1-й чверті XX століття як сполучення вулиць: 7-ї Дачної (7-ї Дачної лінії) (з 1955 року — Ізмаїльська), що проходила між Гарматною і Борщагівською вулицями, та Першої Дороги (з 1930-х – Ленінградської).
Мала назву на честь учасника оборони Києва 1941 року генерал-майора Василя Тупикова — з 1963 року.
У 1958 році частину Ізмаїльської вулиці — між Гарматною і Високовольтною (тепер вулиця Миколи Василенка) — приєднано до теперішнього бульвару Вацлава Гавела.
У першій половині 1980-х років вулицю, яка до того часу простягалася до перетину вулиць Вадима Гетьмана та Польової, скорочено до сучасних розмірів у зв'язку зі зміною забудови.
Сучасна назва на честь 2-го Голови ОУН (1938—1964), співорганізатора Галицько-Буковинського куреня Січових Стрільців, полковника Армії УНР Андрія Мельника — з 2023 року

## Установи та заклади
- Бібліотека № 11 Солом'янського району (буд. № 21);
- Спеціалізована школа II—III ступенів № 159 з поглибленим вивченням англійської мови м. Києва (буд. № 22)[4];
- Київська дитяча школа мистецтв № 1 (буд. № 29);
- Гімназія «Ерудит» (буд. № 27);
- Школа-дитсадок «Сяйво» (буд. № 12);
- Телеканал «Тоніс» (буд. № 17).